# Coupe UNCAF des nations 2009
La Coupe des nations UNCAF 2009 sert à qualifier cinq équipes d'Amérique Centrale pour la Gold Cup 2009
Cette compétition est jouée au Honduras du 22 janvier au 1er février 2009.

## Premier tour

### Groupe 1
| Classement final |           |     |   |   |   |   |    |    |      |
|                  | Équipe    | Pts | J | G | N | P | BP | BC | Diff |
| 1                | Honduras  | 9   | 3 | 3 | 0 | 0 | 8  | 2  | +6   |
| 2                | Salvador  | 4   | 3 | 1 | 1 | 1 | 5  | 4  | +1   |
| 3                | Nicaragua | 2   | 3 | 0 | 2 | 1 | 3  | 6  | -3   |
| 4                | Belize    | 1   | 3 | 0 | 1 | 2 | 3  | 7  | -4   |

| 22 janvier | Salvador  | 1 | 1 | Nicaragua |
|            | Honduras  | 2 | 1 | Belize    |
| 24 janvier | Salvador  | 4 | 1 | Belize    |
|            | Honduras  | 4 | 1 | Nicaragua |
| 26 janvier | Nicaragua | 1 | 1 | Belize    |
|            | Honduras  | 2 | 0 | Salvador  |

| 22 janvier 2009 | Salvador         | 1 – 1 | Nicaragua  | Estadio Tiburcio Carias Andino, Tegucigalpa    |                                                |
| 17:00           | Avilés 18e (csc) |       | Medina 85e | Spectateurs : 20 000 Arbitrage : Carlos Batres | Spectateurs : 20 000 Arbitrage : Carlos Batres |
| 17:00           | (Rapport)        |       |            | Spectateurs : 20 000 Arbitrage : Carlos Batres | Spectateurs : 20 000 Arbitrage : Carlos Batres |

| 22 janvier 2009 | Honduras                            | 2 – 1 | Belize       | Estadio Tiburcio Carias Andino, Tegucigalpa             |                                                         |
| 19:30           | Guevara 32e (pen.) · W.Martínez 61e |       | Castillo 86e | Spectateurs : 20 000 Arbitrage : Roberto Moreno Salazar | Spectateurs : 20 000 Arbitrage : Roberto Moreno Salazar |
| 19:30           | (Rapport)                           |       |              | Spectateurs : 20 000 Arbitrage : Roberto Moreno Salazar | Spectateurs : 20 000 Arbitrage : Roberto Moreno Salazar |

| 24 janvier 2009 | Belize    | 1 – 4 | Salvador                                                 | Estadio Tiburcio Carias Andino, Tegucigalpa     |                                                 |
| 15:00           | James 73e |       | Pacheco 11e (pen.), 30e (pen.) · Sánchez 75e · Ayala 88e | Spectateurs : 20 000 Arbitrage : Walter Quesada | Spectateurs : 20 000 Arbitrage : Walter Quesada |
| 15:00           | (Rapport) |       |                                                          | Spectateurs : 20 000 Arbitrage : Walter Quesada | Spectateurs : 20 000 Arbitrage : Walter Quesada |

| 24 janvier 2009 | Honduras                                                              | 4 – 1 | Nicaragua | Estadio Tiburcio Carias Andino, Tegucigalpa    |                                                |
| 17:30           | Rodríguez 16e · Solorzano 65e (csc) · S.Martínez 73e · W.Martínez 79e |       | Reyes 30e | Spectateurs : 20 000 Arbitrage : Carlos Batres | Spectateurs : 20 000 Arbitrage : Carlos Batres |
| 17:30           | (Rapport)                                                             |       |           | Spectateurs : 20 000 Arbitrage : Carlos Batres | Spectateurs : 20 000 Arbitrage : Carlos Batres |

| 26 janvier 2009 | Nicaragua   | 1 – 1 | Belize     | Estadio Tiburcio Carias Andino, Tegucigalpa   |                                               |
| 17:00           | Barrera 75e |       | Róchez 18e | Spectateurs : 8 000 Arbitrage : Oscar Moncada | Spectateurs : 8 000 Arbitrage : Oscar Moncada |
| 17:00           | (Rapport)   |       |            | Spectateurs : 8 000 Arbitrage : Oscar Moncada | Spectateurs : 8 000 Arbitrage : Oscar Moncada |

| 26 janvier 2009 | Honduras                      | 2 – 0 | Salvador | Estadio Tiburcio Carias Andino, Tegucigalpa    |                                                |
| 19:30           | Pavón 34e (pen.) · Chávez 73e |       |          | Spectateurs : 20 000 Arbitrage : Oscar Moncada | Spectateurs : 20 000 Arbitrage : Oscar Moncada |
| 19:30           | (Rapport)                     |       |          | Spectateurs : 20 000 Arbitrage : Oscar Moncada | Spectateurs : 20 000 Arbitrage : Oscar Moncada |

### Groupe 2
|   | Équipe     | Pts | J | G | N | P | BP | BC | Diff |
| - | ---------- | --- | - | - | - | - | -- | -- | ---- |
| 1 | Costa Rica | 6   | 2 | 2 | 0 | 0 | 6  | 1  | +5   |
| 2 | Panama     | 3   | 2 | 1 | 0 | 1 | 1  | 3  | -2   |
| 3 | Guatemala  | 0   | 2 | 0 | 0 | 2 | 1  | 4  | -3   |

| 23 janvier | Costa Rica | 3 | 0 | Panama    |
| 25 janvier | Costa Rica | 3 | 1 | Guatemala |
| 27 janvier | Panama     | 1 | 0 | Guatemala |

| 23 janvier 2009 | Costa Rica                    | 3 – 0 | Panama | Estadio Tiburcio Carias Andino, Tegucigalpa       |                                                   |
| 19:30           | Furtado 8e, 15e · Sunsing 55e |       |        | Spectateurs : 2 000 Arbitrage : Courtney Campbell | Spectateurs : 2 000 Arbitrage : Courtney Campbell |
| 19:30           | (Rapport)                     |       |        | Spectateurs : 2 000 Arbitrage : Courtney Campbell | Spectateurs : 2 000 Arbitrage : Courtney Campbell |

| 25 janvier 2009 | Guatemala | 1 – 3 | Costa Rica                             | Estadio Tiburcio Carias Andino, Tegucigalpa             |                                                         |
| 18:00           | López 51e |       | Sánchez 34e · Herrera 59e · Segura 61e | Spectateurs : 3 000 Arbitrage : Marco Antonio Rodríguez | Spectateurs : 3 000 Arbitrage : Marco Antonio Rodríguez |
| 18:00           | (Rapport) |       |                                        | Spectateurs : 3 000 Arbitrage : Marco Antonio Rodríguez | Spectateurs : 3 000 Arbitrage : Marco Antonio Rodríguez |

| 27 janvier 2009 | Panama     | 1 – 0 | Guatemala | Estadio Tiburcio Carias Andino, Tegucigalpa  |                                              |
| 19:30           | Zapata 31e |       |           | Spectateurs : 1 000 Arbitrage : Joel Aguilar | Spectateurs : 1 000 Arbitrage : Joel Aguilar |
| 19:30           | (Rapport)  |       |           | Spectateurs : 1 000 Arbitrage : Joel Aguilar | Spectateurs : 1 000 Arbitrage : Joel Aguilar |

### Match pour la5eplace
| 29 janvier 2009 | Nicaragua       | 2 – 0 | Guatemala | Estadio Tiburcio Carias Andino, Tegucigalpa |                                             |
| 19:30           | Wilson 39e, 85e |       |           | Spectateurs : 150 Arbitrage : Oscar Moncada | Spectateurs : 150 Arbitrage : Oscar Moncada |
| 19:30           | (Rapport)       |       |           | Spectateurs : 150 Arbitrage : Oscar Moncada | Spectateurs : 150 Arbitrage : Oscar Moncada |

Le Nicaragua se qualifie pour la Gold Cup 2009

## Phase finale
Tous les demi-finalistes sont qualifiés pour la Gold Cup 2009.
|  | Demi-finales | Demi-finales |                        |       | Finale | Finale |
|  | Demi-finales | Demi-finales |                        |       | Finale | Finale |
|  |              |              |                        |       |        |        |
|  |              |              |                        |       |        |        |
|  |              |              |                        |       |        |        |
|  | Costa Rica   | 1            |                        |       |        |        |
|  | Costa Rica   | 1            |                        |       |        |        |
|  | Salvador     | 0            |                        |       |        |        |
|  | Salvador     | 0            | Costa Rica             | 0 (3) |        |        |
|  |              |              | Costa Rica             | 0 (3) |        |        |
|  |              | Panama       | 0 (5)                  |       |        |        |
|  | Honduras     | Panama       | 0 (5)                  | 0     |        |        |
|  | Honduras     |              |                        | 0     |        |        |
|  | Panama       | 1            |                        |       |        |        |
|  | Panama       | 1            | Match pour la 3e place |       |        |        |
|  |              |              |                        |       |        |        |
|  |              |              |                        |       |        |        |
|  |              |              |                        |       |        |        |
|  | Salvador     | 0            |                        |       |        |        |
|  | Salvador     | 0            |                        |       |        |        |
|  | Honduras     | 1            |                        |       |        |        |
|  | Honduras     | 1            |                        |       |        |        |

### Demi-finales
| 30 janvier 2009 | Costa Rica  | 1 – 0 | Salvador | Estadio Tiburcio Carias Andino, Tegucigalpa            |                                                        |
| 17:00           | Furtado 19e |       |          | Spectateurs : 2 500 Arbitrage : Roberto Moreno Salazar | Spectateurs : 2 500 Arbitrage : Roberto Moreno Salazar |
| 17:00           | (Rapport)   |       |          | Spectateurs : 2 500 Arbitrage : Roberto Moreno Salazar | Spectateurs : 2 500 Arbitrage : Roberto Moreno Salazar |

| 30 janvier 2009 | Honduras  | 0 – 1 | Panama       | Estadio Tiburcio Carias Andino, Tegucigalpa    |                                                |
| 20:00           |           |       | Phillips 40e | Spectateurs : 20 000 Arbitrage : Carlos Batres | Spectateurs : 20 000 Arbitrage : Carlos Batres |
| 20:00           | (Rapport) |       |              | Spectateurs : 20 000 Arbitrage : Carlos Batres | Spectateurs : 20 000 Arbitrage : Carlos Batres |

1. ↑  Le match fut arrêté à la 60e minute de jeu quand El Salvador fut réduit à six joueurs. Alexander Escobar et Eliseo Quintanilla reçurent un carton rouge en première mi-temps, et Deris Ariel Umanzor Guevara, Rodolfo Zelaya et le gardien de but  Juan José Gómez furent blessés et vu que les trois remplacements furent déjà faits, ils n'ont pas pu être remplacés. Donc le match fut arrêté, et le score fut entériné.

### Match pour la3eplace
| 1er février 2009 | Salvador  | 0 – 1 | Honduras     | Estadio Tiburcio Carias Andino, Tegucigalpa  |                                              |
| 15:30            |           |       | Espinoza 30e | Spectateurs : 900 Arbitrage : Walter Quesada | Spectateurs : 900 Arbitrage : Walter Quesada |
| 15:30            | (Rapport) |       |              | Spectateurs : 900 Arbitrage : Walter Quesada | Spectateurs : 900 Arbitrage : Walter Quesada |

### Finale
| 1er février 2009                   | Costa Rica        | 0 - 0                                                | Panama | Estadio Tiburcio Carias Andino, Tegucigalpa |
|                                    |                   |                                                      |        | Spectateurs : 900 Arbitrage : Carlos Batres |
|                                    | (Rapport)         |                                                      |        |                                             |
| Furtado · Núñez · Jiménez · Oviedo | Tirs au but 3 - 5 | Herrera · Aguilar · Phillips · Jaramillo · Henríquez |        |                                             |

| Coupe UNCAF des Nations 2009 : Panama Premier titre |